# 腹菌

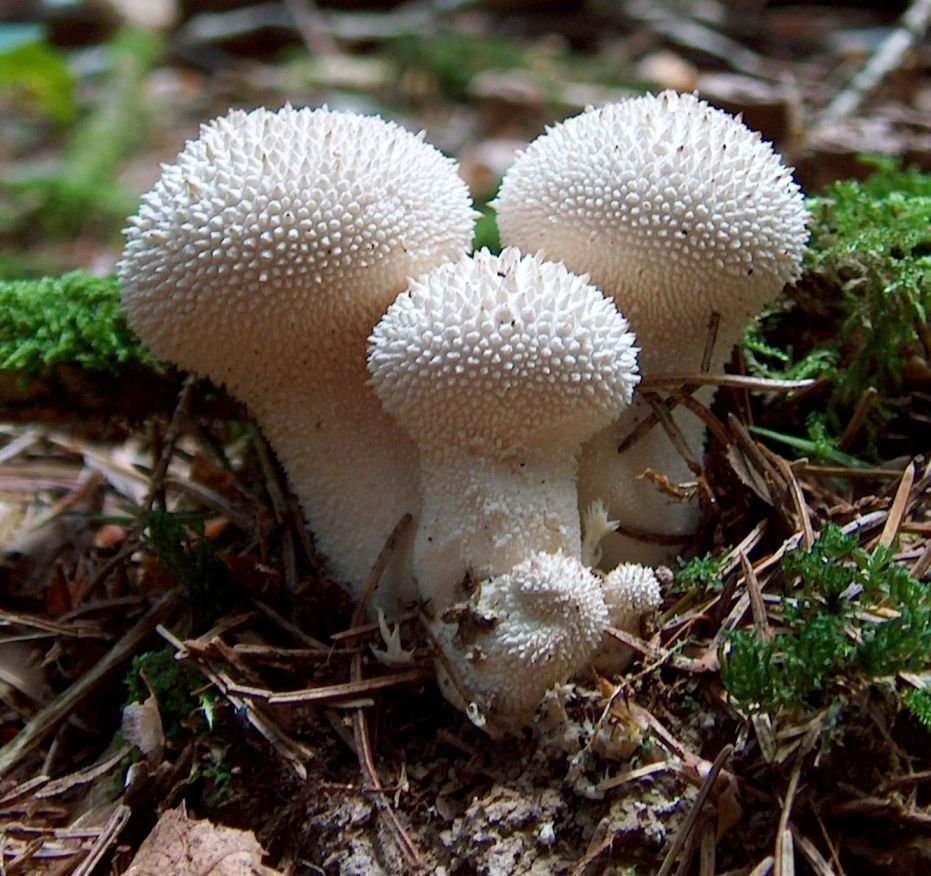
網狀馬勃

腹菌（Gasteroid fungi）是擔子菌門中多種真菌的通稱，泛指擔孢子產生位置在擔子果內部，而非擔子果表面的類群。這些類群包括馬勃、地星、鳥巢菌、鬼筆與假松露等，過去曾歸屬於腹菌綱（Gasteromycetes）或腹菌目（Gasteromycetales），但分子序列分析顯示這些類群在演化上並無關聯，現在腹菌只作為一個非正式的通稱使用。2011年，一篇研究估計有8.4%的傘菌屬於腹菌。

## 研究歷史

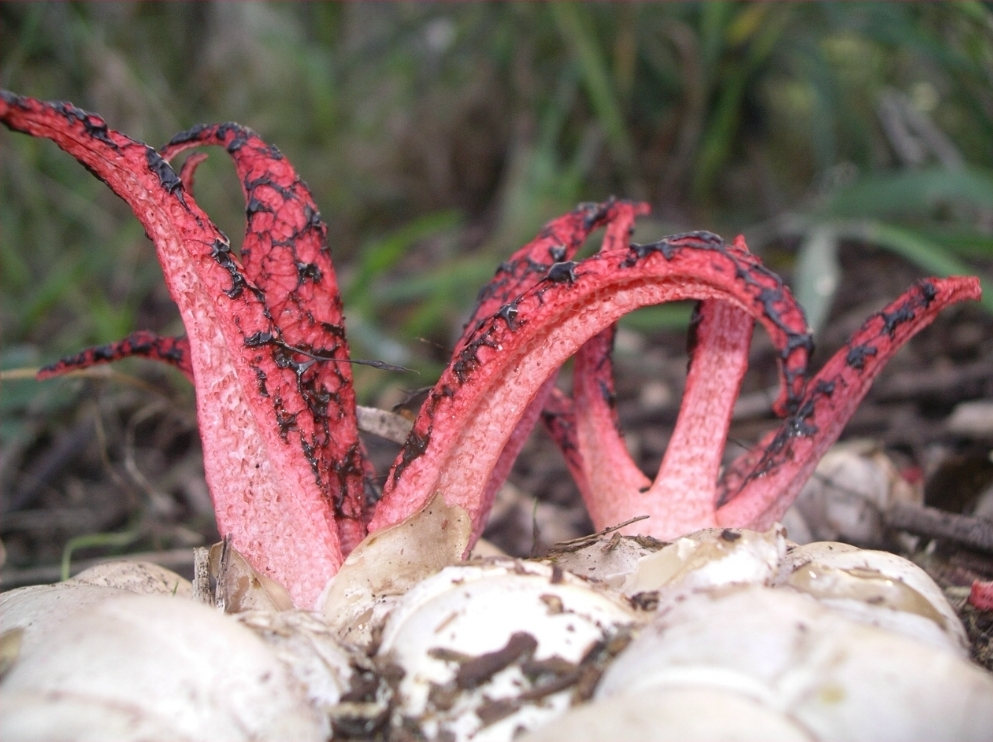
章魚鬼筆

許多種腹菌（例如白鬼筆）早在1753年林奈的著作《植物種志》中就已被描述，但首次對腹菌分類的仔細整理，一般認為是1801年克里斯蒂安·亨德里克·珀森所著的《真菌纲要》（Synopsis Methodica Fungorum），從1950年於斯德哥爾摩召開的國際植物學大會起，此書即被《國際藻類、真菌、植物命名法規》認定為腹菌物種學名的命名起點（starting point），1981年於雪梨召開的大會訂出的新版法規中，改將腹菌物種的命名起點提早到1753年林奈的著作，但珀森書中使用的腹菌物種學名仍被視為認可名稱。1821年，伊利阿斯·马格努斯·弗里斯在其書《真菌分類系統》（Systema mycologicum）中提出了「腹菌綱」（Gasteromycetes）一名，與孢子產生於子實體外部的層菌綱相對。由於他只依巨觀形態進行分類，沒有使用顯微鏡，他將一些塊菌等許多現屬子囊菌門的真菌也歸入了腹菌綱中。
這種分類方式被沿用了約150年之久，到二十世紀中葉時，研究者已漸漸發現腹菌綱下的類群異質性很大，可能包含許多親緣關係很遠的物種，不是一個自然的分類單元。隨後DNA序列分析也證實了腹菌綱不是個單系群。

## 類群

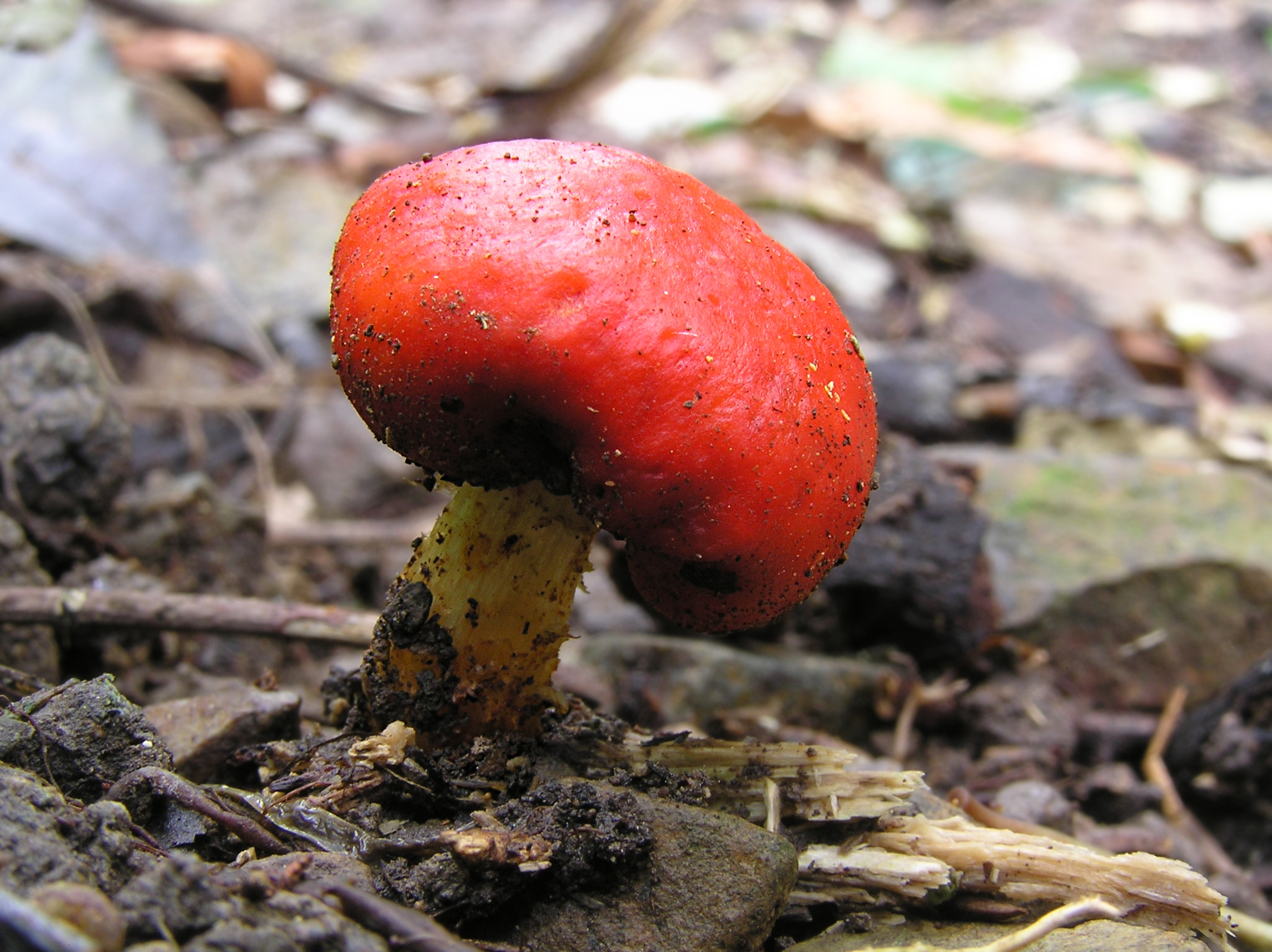
Leratiomyces erythrocephalus

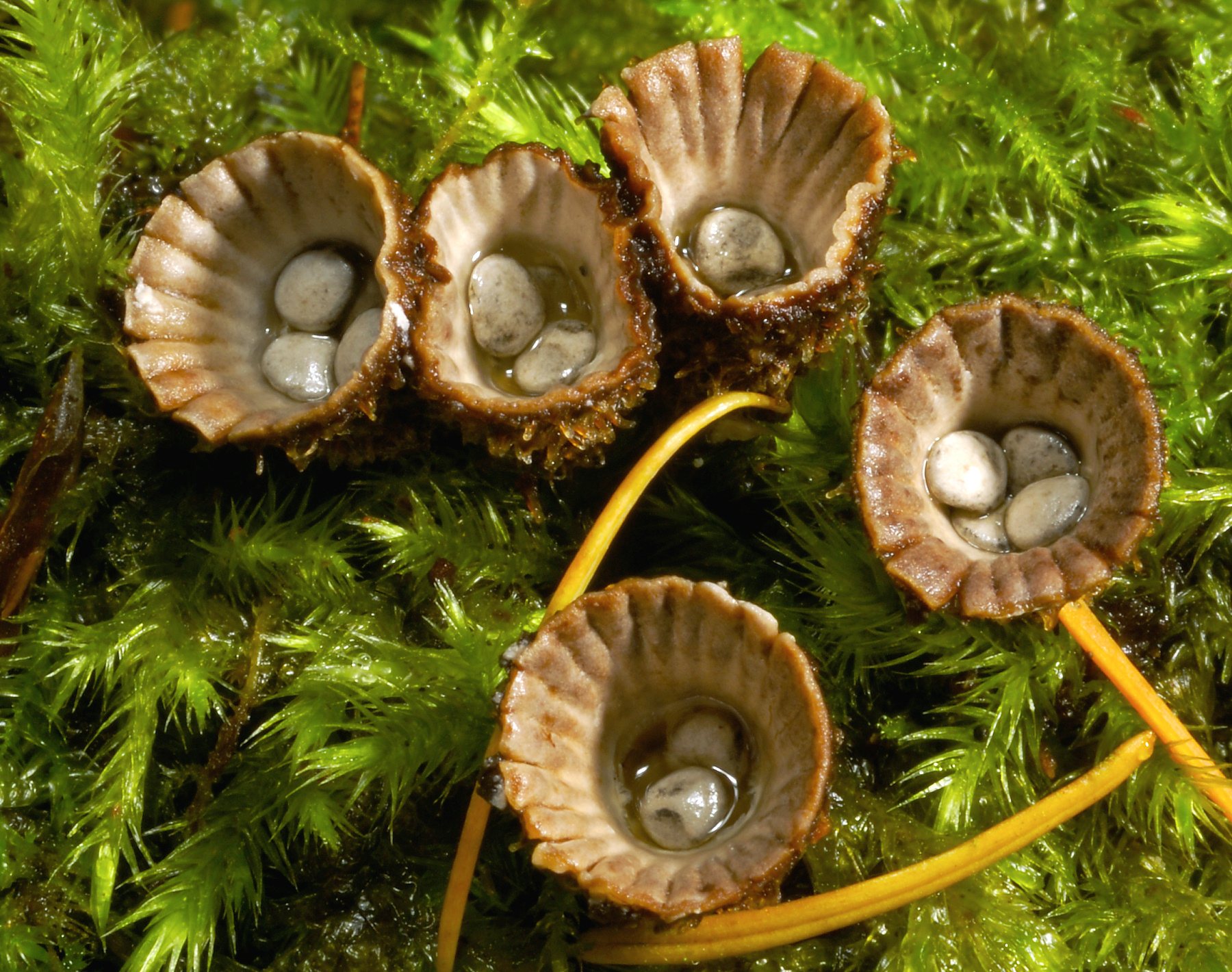
隆紋黑蛋巢菌

腹菌的擔子果形態多樣性很高，但擔孢子均產生於擔子果內部。多數其他種擔子菌的擔孢子均是借助水珠的表面張力，以主動的機制釋放，腹菌的擔孢子則多以各種被動的方式釋出。
馬勃屬、灰球菌屬與禿馬勃屬等屬的腹菌俗稱馬勃（puffballs），這些類群的擔子果呈球形或槌形，擔孢子可能在擔子果腐爛後隨風傳播，或在雨滴落於擔子果表面時，利用其產生的壓力由上方的孔洞散出。鬼筆屬、蛇頭菌屬、籠頭菌屬與散尾鬼筆屬俗稱鬼筆（stinkhorns），其子實體初期為凝膠狀的蛋形構造，成熟後此構造會裂開，形狀各異的產孢構造從中往外延展，其孢子常具有腐臭味，並富含黏液，以吸引蒼蠅等昆蟲前來協助傳播孢子。白蛋巢菌屬與黑蛋巢菌屬等屬合稱鳥巢菌（bird's nest fungi），其擔子果呈杯狀，其內有數枚蛋狀的小包（peridiole），是一表皮堅硬的產孢結構，其內富含擔孢子，這些小包成熟後也會腐爛，使孢子得以借助雨水噴濺的力量散播。須腹菌屬、層腹菌屬與黑腹菌属則合稱假松露（false truffles），它們的擔子果長位於地下，與子囊菌門的松露類似，許多假松露的擔子果有特別的香氣，可吸引小型哺乳動物前來取食，並散播其孢子。

## 棲地與分布

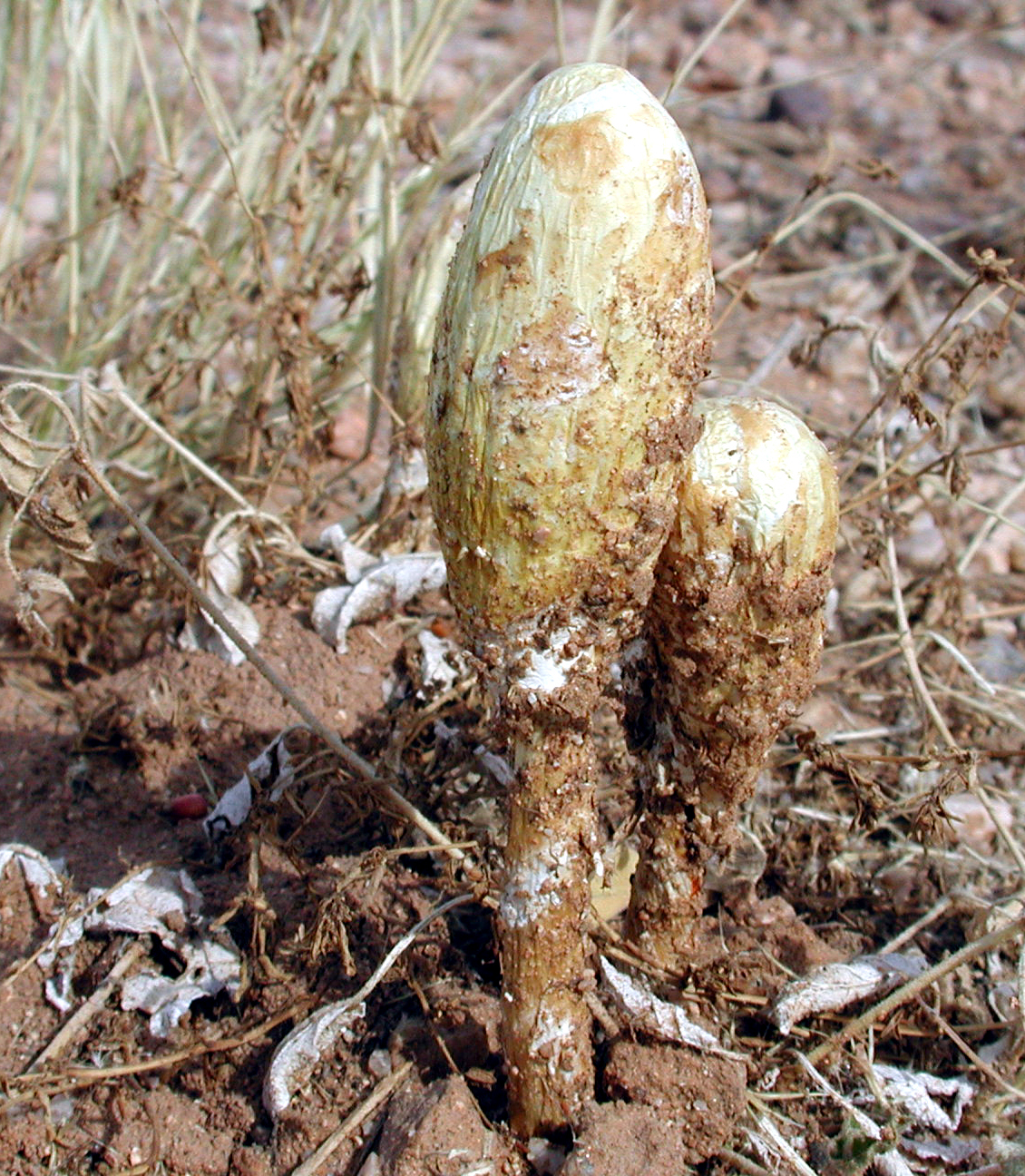
轴灰包菌是一種生長在乾燥環境的腹菌

多數腹菌行腐生生長，即生長在腐木等植物基質上。許多地星、豆马勃属與假松露則可與樹木形成互利共生的外菌根。多數腹菌分布廣泛，不過鬼筆通常只生長在潮濕的熱帶區域。腹菌在擔子果內部產生孢子的特性，是在乾燥地區生長很好的適應機制，其中軸灰包屬、釘灰包屬、歧裂灰包屬與柄灰錘菌屬等屬即生長在沙漠、乾草原與沙丘等較乾燥的環境中。

### 腳註
1. ↑  Kirk PM. et al. (2008). Dictionary of the fungi 10th edition. Wallingford: CABI ISBN 978-0-85199-826-8
2. ↑  Wilson AW, Binder M, Hibbett DS. . Evolution. 2011, 65 (5): 1305–1322. PMID 21166793. doi:10.1111/j.1558-5646.2010.01214.x.
3. ↑  Persoon, Christiaan Hendrik. . Apud H. Dieterich. 1801  [2022-08-07]. （原始内容存档于2022-08-07） （拉丁语）.
4. ↑  Martin, G. W. . TAXON. 1960-01, 9 (1)  [2022-08-07]. ISSN 0040-0262. doi:10.2307/1217347. （原始内容存档于2022-08-07） （英语）.
5. ↑  Demoulin, V.; Hawksworth, D. L.; Korf, R. P.; Pouzar, Z. . TAXON. 1981-02, 30 (1)  [2022-08-07]. ISSN 0040-0262. doi:10.2307/1219390. （原始内容存档于2022-08-07） （英语）.
6. ↑  Fries, Elias. . Sumtibus Ernesti Mauritti. 1821 （拉丁语）.
7. ↑  Hibbett, David S.; Pine, Elizabeth M.; Langer, Ewald; Langer, Gitta; Donoghue, Michael J. . Proceedings of the National Academy of Sciences. 1997-10-28, 94 (22)  [2022-08-07]. ISSN 0027-8424. PMC 23683 . PMID 9342352. doi:10.1073/pnas.94.22.12002. （原始内容存档于2022-08-17） （英语）.
8. ↑  Krüger, Dirk; Binder, Manfred; Fischer, Michael; Kreisel, Hanns. . Mycologia. 2001-09, 93 (5). ISSN 0027-5514. JSTOR 3761759. doi:10.1080/00275514.2001.12063228 （英语）.
9. ↑  Binder, Manfred; Bresinsky, Andreas. . Mycologia. 2002-01, 94 (1)  [2022-08-07]. ISSN 0027-5514. JSTOR 3761848. PMID 21156480. doi:10.1080/15572536.2003.11833251. （原始内容存档于2022-08-07） （英语）.
10. 1 2  Pegler DN;  et al. . Royal Botanic Gardens. 1995. ISBN 0-947643-81-8.
11. ↑  Miller, 1988, pp. 36–47.
12. ↑  Miller HR, Miller OK，第36-47页
13. ↑  Miller HR, Miller OK，第75页
14. ↑  Miller HR, Miller OK，第69页
15. ↑  Miller HR, Miller OK，第61页
16. ↑  Dring DM. (1980). Contributions towards a rational arrangement of the Clathraceae. Kew: Royal Botanic Gardens.
17. ↑  Miller HR, Miller OK，第48页

### 書籍
- Miller HR, Miller OK. . Eureka, California: Mad River Press. 1988. ISBN 0-916422-74-7.